# 507 Laodica
507 Laodica eller 1903 LO är en asteroid i huvudbältet, som upptäcktes den 19 februari 1903 av den amerikanske astronomen Raymond Smith Dugan vid observatoriet i Heidelberg. Den är uppkallad efter Laodice i den grekiska mytologin.
Asteroiden har en diameter på ungefär 45 kilometer och den tillhör asteroidgruppen Eos.